# Georg Carl Maria von Seidlitz
Georg Carl Maria von Seidlitz, auch Georg Karl Maria von Seidlitz (* 7. Juni 1840 in Sankt Petersburg; † 15. Juli 1917 in Irschenhausen) war ein deutsch-baltischer Entomologe und Arzt. Er katalogisierte die Käfer des Baltikums.

## Leben
Seidlitz nahm bis zum Abitur (Gymnasium Dorpat) Hausunterricht und studierte ab 1857 Medizin und Zoologie (Kandidat der Zoologie 1857) an der Kaiserlichen Universität Dorpat. 1862 bis 1865 setzte er das Studium in Berlin fort. Er reiste 1863 und 1865 nach Rumänien (Transsylvanien), Italien mit Sizilien, Südfrankreich und Spanien und erhielt 1866 den Magister-Abschluss in Zoologie in Dorpat. 1867 studierte er Anthropologie und vergleichende Anatomie in Dresden und Leipzig. 1868 wurde er in Dorpat in Zoologie promoviert (Doktortitel nach russischem System, entsprechend einer Habilitation) und war dort 1869 bis 1874 Privatdozent. Da er dort als Erster die Lehre von Charles Darwin (über die er im Wintersemester 1877/78 mit Erfolg eine Vorlesung hielt) vertrat hatte er Schwierigkeiten Dozent zu werden und erreichte dies erst 1874. Er wurde 1877 in Medizin promoviert und habilitiert. Von 1877 bis 1879 war er Assistent und Prosektor am Anatomischen Institut in Königsberg bei Karl Wilhelm von Kupffer. Danach war er Privatgelehrter und lebte auf seinem Gut Ratshof und Charlottenthal bei Königsberg. Er engagierte sich für die Verbesserung des Fischereiwesens in Ostpreußen und war Schriftführer des Fischereivereins für Ost- und Westpreußen. Ab 1887 lebte er wieder in Königsberg. 1895 verkaufte er seine Güter und zog nach München, wo er als Privatgelehrter lebte. 1901 zog er nach Irschenhausen.
Er beschrieb viele neue Käferarten. Seine Käfersammlung ist in der Zoologischen Staatssammlung München und teilweise in Königsberg (Kaliningrad).
Am 1. Juli 1868 wurde Georg Seidlitz unter der Präsidentschaft des Arztes, Naturphilosophen und Malers Carl Gustav Carus mit dem akademischen Beinamen Gravenhorst unter der Matrikel-Nr. 2091 als Mitglied in die Kaiserliche Leopoldino-Carolinische Deutsche Akademie der Naturforscher aufgenommen. Er war Mitglied der Königsberger Freimaurerloge Immanuel. Er hatte eine langjährige Freundschaft mit Ernst Haeckel.
In erster Ehe war er mit Elisabeth Koppelson (1846–1902) aus Reval verheiratet, mit der er einen Sohn hatte. In zweiter Ehe heiratete er die Malerin Helene von Eichler.

## Schriften
- Die Bildungsgesetze der Vogeleier in histologischer und genetischer Beziehung und das Transmutationsgesetz der Organismen. Wilhelm Engelmann, Leipzig 1869 Digitalisat
- Die Darwin´sche Theorie. Elf Vorlesungen über die Entstehung der Thiere und Pflanzen durch Naturzüchtung. 2. vermehrte Auflage, Wilhelm Engelmann, Leipzig 1875 Digitalisat
- Beiträge zur Deszendenztheorie, 1876[3]
- Fauna Baltica. Die Käfer (Coleoptera) der Ostseeprovinzen Russlands, mehrere Bände, Dorpat, ab 1872, 2. stark vermehrte Auflage, Königsberg ab 1889
- Fauna Transsylvanica. Die Käfer (Coleoptera) Siebenbürgens. Hartungsche Verlagsdruckerei, Königsberg 1891 Digitalisat